# Calumma globifer
Calumma globifer este o specie de cameleoni din genul Calumma, familia Chamaeleonidae, descrisă de Günther 1879. A fost clasificată de IUCN ca specie în pericol. Conform Catalogue of Life specia Calumma globifer nu are subspecii cunoscute.